# Deník (regionální noviny)
Deník jsou regionální noviny, které vydává společnost Vltava Labe Media, a. s., patřící mezi největší vydavatelské domy v České republice, se základním kapitálem necelé dvě miliardy korun. V 29 denících a 20 týdenících je zároveň obsaženo zpravodajství ze světa, republiky, regionu, kraje i z nejbližšího okolí bydliště čtenáře, pro kterého jsou určeny. Názvy titulů byly v září 2006 sjednoceny pod jednotný brand Deník včetně internetové domény Denik.cz. Jednotlivé regionální listy jsou vždy označeny přídavnými jmény podle regionu nebo regionů, pro který se vydávají (např. Pražský deník).
Deník uvádí, že staví na 4 hlavních pilířích: regionálnosti (široká síť novinářů); nestranosti (informuje objektivně); důvěře (ověřování zpráv a boj proti dezinformacím) a užitečnosti (užitečné informace pro čtenáře, aby se mohl lépe rozhodovat o svém životě; mimo jiné klade velký důraz na přehled různých volnočasových a kulturních akcí v příslušném regionu).

## Seznam regionálních Deníků
Počínaje 1. únorem 2023 jsou některé regionální deníky v tištěné podobě sloučeny. Celkem vychází 29 variant. Jejich přehled je následující. 
- Praha a Středočeský kraj: 3 varianty: Pražský deník (společný pro město Praha a okresy Praha-východ a Praha-západ); Boleslavský, Benešovský, Nymburský, Kolínský, Kutnohorský deník (společný pro příslušné okresy); Kladenský, Berounský, Rakovnický, Příbramský, Mělnický deník (společný pro příslušné okresy)
- Jihočeský kraj: 3 varianty: Jindřichohradecký, Táborský, Písecký deník (společný pro příslušné okresy); Českobudějovický deník (zůstává stejný jako dosud); Prachatický, Strakonický, Českokrumlovský deník  (společný pro příslušné okresy)
- Plzeňský kraj: 2 varianty: Klatovský, Domažlický, Tachovský deník (společný pro příslušné okresy, ale liší se některými přílohami); Plzeňský, Rokycanský deník (společný pro okresy Rokycany, Plzeň-sever, Plzeň-město a Plzeň-jih)
- Karlovarský kraj: 1 varianta: Karlovarský, Chebský, Sokolovský deník (společný pro příslušné okresy)
- Ústecký kraj:  3 varianty: Děčínský, Litoměřický, Teplický deník (společný pro příslušné okresy); Chomutovský, Mostecký, Žatecký, Lounský deník (společný pro příslušné okresy); Ústecký deník (zůstává stejný jako dosud)
- Liberecký kraj: 2 varianty: Liberecký, Jablonecký, Českolipský deník (společný pro příslušné okresy); okres Semily viz Královéhradecký kraj
- Královéhradecký kraj: 2 varianty: Hradecký deník  (zůstává stejný jako dosud), Jičínský, Krkonošský, Náchodský, Rychnovský deník (společný pro okresy Jičín, Náchod, Rychnov nad Kněžnou, Trutnov a Semily, který je ale v Libereckém kraji)
- Pardubický kraj: 2 varianty: Chrudimský, Svitavský, Orlický deník (společný pro okresy Chrudim, Svitavy a  Ústí nad Orlicí), Pardubický deník (zůstává stejný jako dosud)
- Vysočina: 2 varianty: Jihlavský, Havlíčkobrodský, Pelhřimovský deník (společný pro příslušné okresy); Třebíčský, Žďárský deník (společný pro příslušné okresy, ale liší se některými přílohami)
- Jihomoravský kraj: 3 varianty: Blanenský, Vyškovský deník (společný pro příslušné okresy, ale liší se některými přílohami); Brněnský deník (zůstává stejný jako dosud; společný pro okresy Brno-město a Brno-venkov; označení je tradičně doplněno názvem Rovnost), Břeclavský, Hodonínský, Znojemský deník (společný pro příslušné okresy, ale liší se některými přílohami)
- Olomoucký kraj: 2 varianty: Olomoucký deník (zůstává stejný jako dosud), Přerovský, Hranický, Prostějovský, Šumperský, Jesenický deník (společný pro příslušné okresy, ale liší se některými přílohami)
- Zlínský kraj: 1 varianta: Zlínský, Slovácký, Valašský, Kroměřížský deník (společný pro příslušné okresy, ale liší se některými přílohami)
- Moravskoslezský kraj: 3 varianty: Karvinský, Havířovský, Frýdecko-místecký,Třinecký deník (společný pro okresy Karviná a Frýdek-Místek, liší se některými přílohami); Moravskoslezský deník (zůstává stejný jako dosud); Opavský, Hlučínský, Bruntálský, Krnovský, Novojičínský deník (společný pro příslušné okresy, ale liší se některými přílohami)

Do 31. ledna 2023 vycházel Deník v 71 regionálních mutacích, které přibližně kopírovaly někdejší okresy, viz následující seznam. Tam, kde to není zřetelné, jsou okresy napsané v závorce.
- Praha a Středočeský kraj: Pražský deník (společný pro město Praha a okresy Praha-východ a Praha-západ), Benešovský deník, Berounský deník, Boleslavský deník, Kladenský deník, Kolínský deník, Kutnohorský deník, Mělnický deník, Nymburský deník, Příbramský deník, Rakovnický deník
- Jihočeský kraj: Českobudějovický deník, Českokrumlovský deník, Jindřichohradecký deník, Písecký deník, Prachatický deník, Strakonický deník, Táborský deník
- Plzeňský kraj: Domažlický deník, Klatovský deník, Plzeňský deník (společný pro okresy Plzeň-sever, Plzeň-město a Plzeň-jih), Rokycanský deník, Tachovský deník
- Karlovarský kraj: Chebský deník, Karlovarský deník, Sokolovský deník
- Ústecký kraj: Děčínský deník, Chomutovský deník, Litoměřický deník, Mostecký deník, Teplický deník, Ústecký deník, Žatecký a Lounský deník
- Liberecký kraj: Českolipský deník, Jablonecký deník, Krkonošský deník (společný pro okresy Semily a Trutnov v Královéhradeckém kraji), Liberecký deník
- Královéhradecký kraj: Hradecký deník, Jičínský deník, Krkonošský deník (společný pro okresy Trutnov a Semily v Libereckém kraji), Náchodský deník, Rychnovský deník
- Pardubický kraj: Chrudimský deník, Orlický deník (okres Ústí nad Orlicí), Pardubický deník, Svitavský deník
- Vysočina: Havlíčkobrodský deník, Jihlavský deník, Pelhřimovský deník, Třebíčský deník, Žďárský deník
- Jihomoravský kraj: Blanenský deník, Brněnský deník (společný pro okresy Brno-město a Brno-venkov), Břeclavský deník, Hodonínský deník, Vyškovský deník, Znojemský deník
- Olomoucký kraj: Olomoucký deník, Prostějovský deník, Přerovský a Hranický deník (okres Přerov), Šumperský a Jesenický deník (společný pro okresy Šumperk a Jeseník)
- Zlínský kraj: Kroměřížský deník, Slovácký deník (okres Uherské Hradiště), Valašský deník (okres Vsetín), Zlínský deník
- Moravskoslezský kraj: Bruntálský a Krnovský deník, Frýdecko-místecký a Třinecký deník, Havířovský deník, Karvinský deník, Moravskoslezský deník, Novojičínský deník, Opavský a Hlučínský deník

## Seznam regionálních týdeníků
Od 1. února 2023 vycházejí tyto regionální týdeníky jako příloha Deníku. Často jsou variantou pouze pro příslušný okres. V závorce za názvem týdeníku je okres, kde vychází, a den vydání.
- Plzeňský kraj: Týdeník Domažlicko (okres Domažlice; středa), Týdeník Klatovsko (okres Klatovy; středa), Západočeský týdeník + Infotip (okres Tachov; středa)
- Vysočina: Vysočina (okres Žďár nad Sázavou; čtvrtek), Regionální týdeník + Infotip (okres Třebíč; středa)
- Jihomoravský kraj: Regionální týdeník + Infotip (okres Znojmo; středa), Nový život (okres Břeclav; čtvrtek), Slovácko (okres Hodonín; úterý), Týden u nás (okres Blansko; středa), Vyškovské noviny (okres Vyškov; pátek)
- Olomoucký kraj: Hranický týden (okres Přerov v okolí Hranic; pátek), Moravský sever (okres Šumperk; středa), Nové Přerovsko (okres Přerov v okolí Přerova; pátek), Prostějovský týden (okres Prostějov; středa)
- Zlínský kraj: Slovácké noviny (okres Uherské Hradiště; pátek)
- Moravskoslezský kraj: Bruntálský a Krnovský region (okres Bruntál; úterý), Frýdecko-místecký a Třinecký region (okres Frýdek-Místek; úterý), Karvinský a Havířovský region (okres Karviná; úterý), Novojičínský region (okres Nový Jičín; úterý), Opavský a Hlučínský region (okres Opava; úterý)

Předtím byly přikládány tyto týdeníky:
- Praha a Středočeský kraj: Týdeník Nymbursko
- Plzeňský kraj: Týdeník Domažlicko, Týdeník Klatovska, Týdeník U nás Sokolov
- Ústecký kraj: Týdeník Směr
- Pardubický kraj: Týdeník Chrudimsko
- Vysočina: Týdeník Vysočina
- Jihomoravský kraj: Naše Znojemsko, Nový život, Slovácko,Týden u nás, Vyškovské noviny
- Olomoucký kraj: Hranický týden, Moravský sever, Nové Přerovsko, Prostějovský týden
- Zlínský kraj: Naše Valašsko, Slovácké noviny
- Moravskoslezský kraj: Bruntálský a Krnovský region, Frýdecko-místecký a Třinecký region, Havířovský region, Karvinský region, Novojičínský region, Opavský a Hlučínský region

## Náklad
V prosinci 2022 byl průměrný denní tištěný náklad 78 820 výtisků, z toho 47 454 výtisků připadá na doručování předplatitelům a 14 416 výtisků na pultový prodej (v trafikách). Zbytek nákadu není prodán. Nejvíce Deníků se prodá v pátek (kdy obsahuje přílohu TV Magazín).
Deník sám se považuje za nejčtenější noviny na českém trhu, i když počet prodaných výtisků není nejvyšší.
Tištěný náklad Deníku dlouhodobě klesá, podobně jako u jiných novin. Například v prosinci 2017 se tisklo průměrně 145 926 výtisků denně (82 275 předplatné a 29 173 pultový prodej), v prosinci 2012 209 320 výtisků denně (121 670 předplatné a 53 031 pultový prodej) a v prosinci 2007 388 514 výtisků denně (177 028 předplatné a 122 339 pultový prodej).

## Přílohy
Samotný Deník je v jednotlivé dny doplňován pravidelnými přílohami.
- Pondělí: rozšířené sportovní zpravodajství a křížovky
- Čtvrtek: Bydlení, Ženy, Zdraví, Hobby (časopisy se střídají, každý týden je v deníků jeden z nich)
- Pátek: TV Magazín
- Sobota: Víkend - zábava a informace pro celou rodinu[8][9]